# Josh Sussman
Joshua Mark Sussman (nació el 30 de diciembre de 1983) es un actor estadounidense, conocido por sus papeles de Hugh Normous en Wizards of Waverly Place y Jacob Ben Israel en Glee.

## Biografía
Sussman creció en Teaneck, Nueva Jersey. Estudió actuación durante dos años en la Escuela de Cine y Televisión en Nueva York, un intenso programa basado en la técnica Meisner. Tiene un hermano llamado Jaime, que trabaja en la academia de Yavneh.

## Filmografía
- Glitch Techs (2020)
- Fishbowl California (2018)
- Ray William Johnson (2012) - Big water bazonga melons (Invitado)
- Pepsi comercial (2011) buffoon
- Fish Hooks (2011) - Randy Pesqueira
- Warren the Ape (2010) - Cecil Greenblat
- Glee (2009-2013) (Temporadas: 1-4) (personaje recurrente) - Jacob Ben Israel
- Stay Cool (2009) - Jornalero de la Jungla #2
- Wizards of Waverly Place (2008-2009) - Hugh Normous (6 episodios)
- Bones (2009) - Nerd Afro (1 episodio)
- The Suite Life of Zack and Cody (2007) - Copion (1 episodio)
- What About Brian (2007) - Ben (3 episodios)
- The Tonight Show (2007) - Brian, parodia de American Idol (1 episodio)
- Zip (2007) - Martin
- Drake & Josh (2004-2007) - Clayton (2 episodios)